# Вирнсхайм
Вирнсхайм (нем. Wiernsheim) — община в Германии, в земле Баден-Вюртемберг. 
Подчиняется административному округу Карлсруэ. Входит в состав района Энц.  Население составляет 6442 человека (на 31 декабря 2010 года). Занимает площадь 24,62 км².

## Города-побратимы
- Нью-Хармони, США (1980)
- Пинаска, Италия (1982)
- Аянджык, Италия (1998)